# KZ Crveni Krst

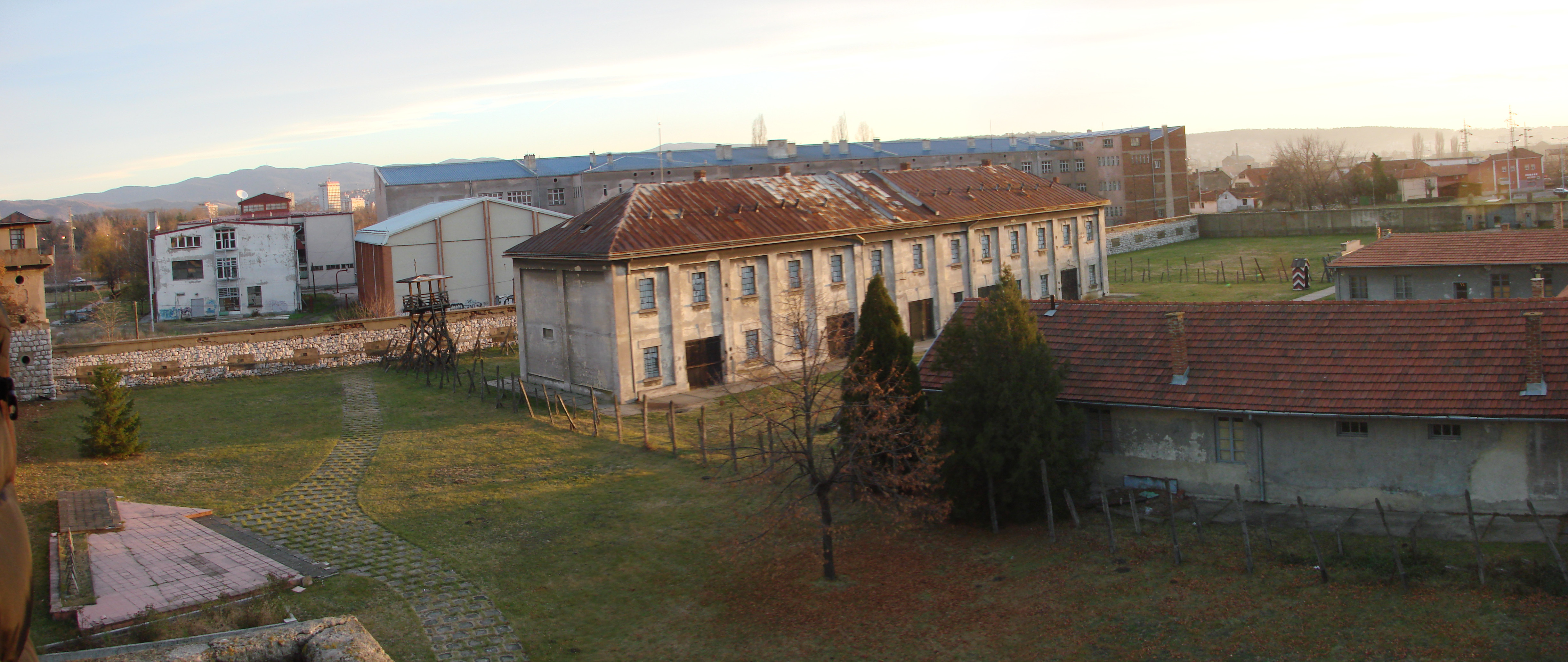
Überreste des KZ Crveni Krst in Niš.

Das Konzentrationslager Crveni krst (deutsch Rotes Kreuz) befand sich im gleichnamigen, nordwestlich gelegenen Vorort der serbischen Stadt Niš und wurde während des Zweiten Weltkrieges im Militärverwaltungsgebiet Serbien errichtet.
Es wird geschätzt, dass rund 30.000 Personen im Lager festgehalten und etwa 10.000 Personen ermordet wurden, davon waren die meisten Bürger der Stadt Niš. Dabei wurden allein 10.000 Personen am Bubanj-Hügel hingerichtet, der sich in unmittelbarer Nähe des KZ befand, wo auch die heutige Gedenkstätte errichtet ist. Die Leichen wurden in Massengräbern verscharrt.
Viele der Inhaftierten wurden in andere Konzentrationslager wie beispielsweise das KZ Sajmište oder andere Lager in Europa gebracht.
Zu den meisten Opfern zählten Serben, Juden, Roma, Mitglieder der Kommunistischen Partei und deren Sympathisanten, Tito-Partisanen sowie deren Familienangehörige.
Das Lager bestand von September 1941 bis zur Befreiung durch Tito-Partisanen im September 1944.